# Kasteel Bourgogne

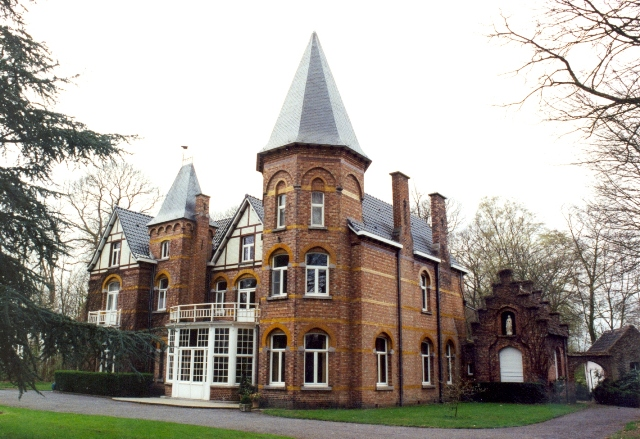

Kasteel Bourgogne is een kasteeltje in de tot de West-Vlaamse gemeente Ichtegem behorende plaats Eernegem, gelegen aan Bruggestraat 343.

## Geschiedenis
In 1886 werd op het terrein een woning gebouwd door Eugenius Samyn-Ente, een koopman uit Oostende. Dit huis werd in 1901 afgebroken en in opdracht van de fabrikant Karel Coussement-Denijs uit Roeselare werd een groter huis gebouwd. Dit huis werd wat later nog vergroot, maar in 1909 werd het, in opdracht van Jean-Baptiste Coppieters 't Wallant, vervangen door het kasteel, een koetshuis en een serre.
Het betreft een herenhuis met twee hoektorens, en wel een rechthoekige met schilddak, en een achthoekige met naaldspits.
Het kasteeltje is gelegen in een park.

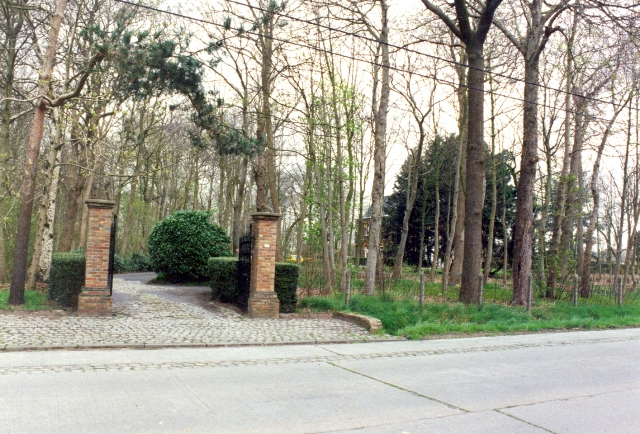